# Étienne Lunet de Lajonquière
Étienne Edmond Lunet de Lajonquière, né à Rodez le 8 août 1861 et mort le 23 décembre 1933 à Saint-Sigismond-de-Clermont en Charente-Inférieure, est un officier militaire d'Infanterie de marine, explorateur, ethnographe, architecte, écrivain. À partir de 1901, il fut affecté notamment dans l'Infanterie coloniale en Annam et au Tonkin. Parvenu au grade de commandant avec d'excellents états de service pendant la Première Guerre mondiale, il est décoré de la Légion d'honneur au grade de commandeur. Lunet de Lajonquière devint membre de École française d'Extrême-Orient en 1899.
Mais Lunet de Lajonquière est aussi un explorateur, qui se lie d'amitié avec Louis Finot premier directeur de l'École française d'Extrême-Orient (EFEO), puis devint archéologue et ethnologue et se consacra à la conservation des monuments khmers et cham. Il procéda à un inventaire minutieux qui sera la base de travail très précieuse pour les chercheurs.
Étienne Lunet de Lajonquière étudie la péninsule indochinoise, en étant attaché à la mission archéologique d'Indochine en 1893 qui deviendra l'École française d'Extrême-Orient, EFEO.
Entre 1904 et 1906 il est chargé par l'État-major et le Gouverneur Général de l'Indo-Chine Paul Beau de la rédaction d'une synthèse de deux ouvrages complémentaires de première importance pour l'ethnographie des populations montagnardes du Tonkin : Ethnographie des Territoires militaires (1904), et Ethnographie du Tonkin Septentrional (1906).,,,
Lunet de Lajonquière est chargé de mission au Cambodge, Siam et Malaisie en 1907, de ce fait, devint organisateur de la conservation des Monuments historiques de l'Indochine. Il fait partie de la génération des membres éminents et passionnés de l’École française d'Extrême-Orient par l'Art et la sauvegarde des monuments d'une grande valeur historique, tels Louis Finot, Henri Parmentier, et Jean Commaille, qui ont tant œuvré avec passion pour la conservation des sites historiques Khmer et du Champa.

## Biographie
Étienne Lunet de Lajonquière est né le 08 août 1861 à Rodez, fils de Jean Baptiste François Régis Lunet Lajonquière propriétaire et de dame Rose Elisabeth Rossignol,. Le 24 janvier 1879 ordonne le tribunal civil de Millau ordonne que le nom patronymique soit Lunet de Lajonquière.

### Carrière militaire
Entré en service au régiment d'infanterie de marine, Lunet de Lajonquière intègre ensuite l'École d'Infanterie de Saint-Maixent ; l'école de sous-officier de l'armée de terre en 1882 et 1883. Par la suite, Étienne Lunet de Lajonquière, devint sous-lieutenant d’infanterie de marine en 1883, lieutenant en 1885 et Capitaine en 1892, affecté au 7e régiment d’infanterie de Marine.
Le 16 janvier 1901, Étienne Lunet de Lajonquière rejoint en tant que capitaine, le 1er régiment de tirailleurs annamites, puis le régiment d'infanterie coloniale.
En 1902 et 1903, Lunet de Lajonquière prend son service au Tonkin et rejoint le 1er régiment de tirailleurs tonkinois.
Étienne Lunet de Lajonquière est chef de bataillon dans l’infanterie coloniale en 1901 au Tonkin.
Admis d'abord à la retraite sur ancienneté en 1910, à l'âge de 49 ans, Lunet de Lajonquière est ensuite rappelé lors de la Première Guerre mondiale.
Étienne Lunet de Lajonquière se distingue alors sur le terrain et acquiert ainsi d'excellents état de service pour s'être battu en septembre et octobre 1914 dans les Vosges pendant encore quatre heures sous le feu de l'ennemi. Lunet de Lajonquière n'a quitté la bataille qu'après que le terrain ait été sécurisé. Ce fait d'arme lui vaudra une citation avec une lettre du Général Victor d'Urbal chef Commandant de la Xe Armée depuis 1915, la croix de guerre et la Légion d'honneur, puis Commandeur de la Légion d'honneur (5 October 1920). LH/1676/17.

### Inventaire des monuments en Indochine

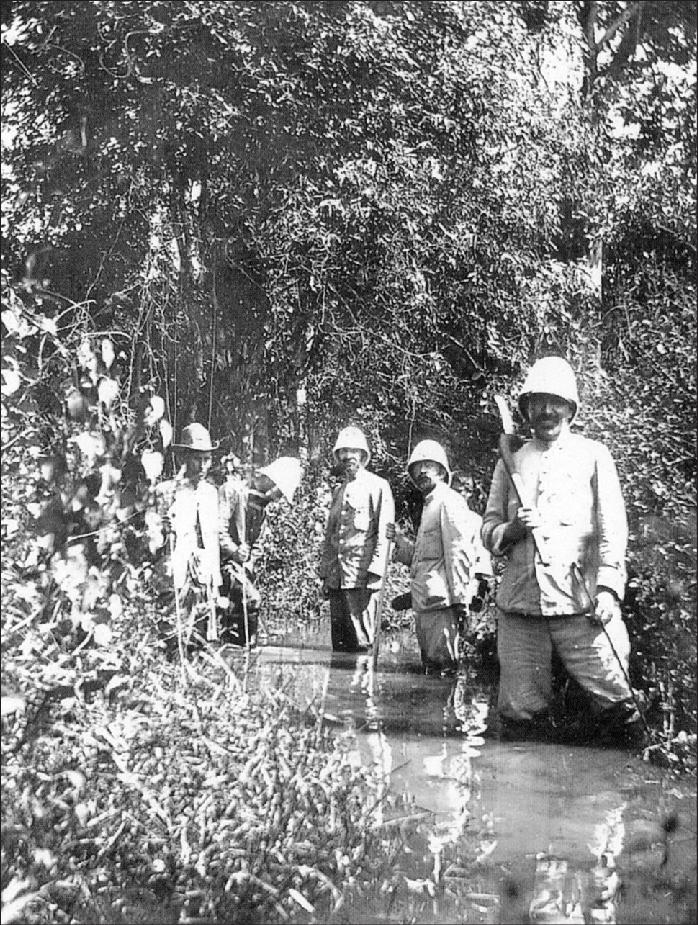
Lunet-de-Lajonquiere-Finot-and-others-at-Angkor-ca-1900-Ecole-francaise.png

En 1893, en revenant en bateau d'un voyage de France en Indochine pendant un congés pour reprendre son service d'officier, Étienne Lunet de Lajonquière rencontra Louis Finot et ils se lièrent d'amitié. Arrivés à Saigon, Louis Finot obtint son détachement, afin de procéder à une expédition de sept mois ensemble dans toute l'Indochine française et constituer ainsi un inventaire des monuments Cham de l'Annam. Toujours en tant que détaché à la Mission archéologique de l’Indochine (future École française d'Extrême-Orient), il procède de même à l’inventaire des monuments du Cambodge avec Louis Finot, directeur de l’EFEO. Ces inventaires constitueront une base de travail essentielle notamment pour Henri Parmentier et Henri Marchal le deuxième Conservateur d'Angkor pour distinguer les travaux prioritaires à opérer sur les monuments les plus en danger de devenir des ruines et prendre les mesures conservatoires. Sur place, à Angkor il procédera à des mesures conservatoires en compagnie de Jean Commaille le premier Conservateur d'Angkor.
En 1902, le gouverneur général Beau le charge d’étudier les populations du Nord Tonkin. Puis entre 1904 et 1909 il réalise une série de clichés à Angkor.
Du 15 avril au 19 novembre 1906, Lunet de Lajonquière participe à l’exposition coloniale de Marseille en 1906, en publiant un ouvrage sur l’ethnographie des territoires militaires du Tonkin. Une nouvelle mission archéologique l’amène, entre 1907 et 1909 à voyager au Cambodge, au Siam et en Malaisie.
Étienne Lunet de Lajonquière inspecte les premiers travaux de conservation d’Angkor qui vient de passer sous juridiction française par le traité de 1907 qui lui permettent de récupérer celles de Battambang, Siem Reap et Banteay Mean Chey. C'est ainsi qu'il rencontre Jean Commaille, le premier Conservateur d'Angkor ; un colosse, lui-même, ancien militaire éduqué au Prytanée de Saint-Cyr puis ancien de la Légion étrangère mais avec une sensibilité résolument artistique. Jean Commaille est réellement passionné par son travail de conservation à Angkor malgré toutes les difficultés, il y perdra la vie de façon tragique en étant assassiné par des bandits pour lui voler la paie de ses ouvriers en 1916. Quant à  Lunet de Lajonquière, il est extrêmement pragmatique avec un esprit très militaire. Toutefois, les deux hommes collaborent sur Angkor sans pour autant être très proches, mais s'entendent sur des tâches prioritaires à réaliser : débroussaillement des cours intérieures d'Angkor Vat, celles d'Angkor Thom, celles de la Terrasse des éléphants et celles du temple de Phimeanakas.
Puis d'après Jean Commaille, qui le qualifie de "nomade des ruines", il déclare "Lunet de Lajonquière repartit compléter son inventaire, sans laisser de trace". L'inventaire des monuments en question était tout de même une immense entreprise à laquelle s'était attelé Lunet de Lajonquière qui arrivait à son terme mais avait nécessité huit années pour être enfin achevé. Source: Angkor : Chronique d'une renaissance, de Maxime Prodromidès.
De ce fait, Étienne Lunet de Lajonquière en étant attaché à l'EFEO, a surtout été archéologue et ethnographe, et organisateur de la conservation des Monuments historiques de l'Indochine. En 1913, il obtint le prix J. Garnier de la Société de géographie de Paris pour son exploration et son études archéologiques en Indochine.

### Retour en France
Mis en retraite en 1910, Étienne Lunet de Lajonquière rentre définitivement en France en 1910 et s'installe en Charente-Maritime puis est appelé par l'Armée à combattre lors du premier conflit Mondial l'âge de 53 ans en 1914.
Lunet de Lajonquière meurt le 23 décembre 1933 à l'âge de 72 ans au château de la Tenaille[réf. souhaitée] dans la commune de Saint-Sigismond-de-Clermont (Charente-Maritime) et Henri Parmentier fait sa nécrologie à l'EFEO 
Lajonquière aura été collaborateur de l'EFEO de 1899 à 1932 (33 ans) et sera resté dix-sept ans en Asie, Siam, Indochine, de 1893 à 1910.

## Vie personnelle
Étienne Lunet de Lajonquière a épousé le 11 janvier 1894 à Saintes en Charente-Maritime Marie Thérèse Julie Marguerite Pernet de Fleury. Le couple aura deux enfants Yves-Marie Lunet de Lajonquière (1898-1980) et Étienne Marie Edmond Lunet de Lajonquières (1925-1975) .

## Prix et décoration
- prix J. Garnier de la Société de géographie de Paris. Lunet de Lajonquière est l’un des fondateurs de l’archéologie française en Indochine en 1913.
- Chevalier de la Légion d'honneur en 1895, Officier de la Légion d'honneur en 1910 et Commandeur de la Légion d'honneur en 1921.
- Prix Bordin 1913 de l’Académie des inscriptions et belles-lettres pour l'Inventaire descriptif des monuments du Cambodge.

Décorations
- Commandeur de la Légion d'honneur (5 Octobre 1920)
- Croix de guerre 1914-1918
- Officier d'académie (31 Octobre 1902)
- Médaille du Tonkin
- Chevalier de l'Order du Dragon d'Annam (11 Juillet 1890)
- Chevalier de l'Ordre royal du Cambodge (12 Mars 1898)

## Œuvres
- Étienne Lunet de Lajonquière : Atlas archéologique de l'Indo-Chine monuments du Champa et du Cambodge (24 p.) Édition : Paris, Ernest Leroux, Imprimerie nationale, 1901 [Visualiser dans Gallica]
- Étienne Lunet de Lajonquière :  Dictionnaire français-siamois précédé de quelques notes sur la langue et la grammaire siamoises Édition : Paris, Ernest Leroux, 1904 [catalogue, Visualiser dans Gallica]
- Lunet de Lajonquière, Commandant Étienne-Edmond : Ethnographie des territoires militaires (Rédigée sur l'ordre du Général Coronnat Commandant supérieur des Troupes du Groupe de l'Indo-Chine, d'après les travaux de M. M. le Lieutenant-Colonel Diguet, le Commandant Bonifacy, le Commandant Révérony, le Capitaine Fesh etc.) (Hà Nội, F.H. Schneider, 1904, 258 p.)
- Étienne Lunet de Lajonquière, Inventaire descriptif des monuments du Cambodge, t. (1), Imprimerie Nationale. Ernest Leroux (Publications de l'École française d'Extrême-Orient ; Tomes : 4, 8-9), 1902, XXXIX-542 p. (lire en ligne)
- Étienne Lunet de Lajonquière, Inventaire descriptif des monuments du Cambodge, t. 2, Imprimerie Nationale. Ernest Leroux (Publications de l'École française d'Extrême-Orient ; Trois tomes : 4, 8-9), 1907, XLV-420 p. (lire en ligne)
- Étienne Lunet de Lajonquière : Le Siam et les Siamois, Paris, Armand Colin, 1906
- Lunet de Lajonquière, Étienne-Edmond : Ethnographie du Tonkin septentrional, Rédigée sur l’ordre de M. P. Beau, Gouverneur Général de l’Indo-Chine Française, d’après les études des administrateurs civils et militaires des provinces septentrionales (Paris, Ernest Leroux, 1906, 384 p.)
- Étienne Lunet de Lajonquière : Description matérielle : 1 vol. (384 p.-XVIII p. de pl.) Édition : Paris, Ernest Leroux , 1906
- Étienne Lunet de Lajonquière : « De Saigon à Singapour par Angkor, autour du golfe du Siam », dans Le Tour du Monde, 1910